# Championnats d'Europe de cyclo-cross 2012
Navigation
Édition précédente Édition suivante
Les Championnats d'Europe de cyclo-cross 2012 se sont déroulés le 3 novembre 2012, à Ipswich au Royaume-Uni.

## Résultats

### Hommes
| Épreuves        | Or                   | Argent           | Bronze             |
| --------------- | -------------------- | ---------------- | ------------------ |
| Moins de 23 ans | Mike Teunissen       | Corné van Kessel | Julian Alaphilippe |
| Juniors         | Mathieu van der Poel | Clément Russo    | Yannick Peeters    |

### Femmes
| Épreuves | Or          | Argent            | Bronze       |
| -------- | ----------- | ----------------- | ------------ |
| Élites   | Helen Wyman | Sanne van Paassen | Nikki Harris |

## Tableau des médailles
| Rang  | Nation          | Or | Argent | Bronze | Total |
| ----- | --------------- | -- | ------ | ------ | ----- |
| 1     | Pays-Bas        | 2  | 2      | 0      | 4     |
| 2     | Grande-Bretagne | 1  | 0      | 1      | 2     |
| 3     | France          | 0  | 1      | 1      | 2     |
| 4     | Belgique        | 0  | 0      | 1      | 1     |
| Total | Total           | 3  | 3      | 3      | 9     |